# Birk Engstrøm
Birk Engstrøm (24 marzo 1950) è un ex calciatore norvegese, di ruolo difensore.

## Carriera

### Club
Engstrøm cominciò la carriera con la maglia dello Ålgård, per poi passare al Bryne. Vi rimase dal 1968 al 1983.

### Nazionale
Conta una presenza per la Norvegia. Il 18 agosto 1977, infatti, fu in campo nel pareggio per 1-1 contro la Finlandia.